# William Irwin
William Irwin (Oxford, 1827 – San Francisco, 15 marzo 1886) è stato un politico statunitense.
È stato il governatore della California dal dicembre 1875 al gennaio 1880. Rappresentante del Partito Democratico, è stato anche vice-governatore della California per alcuni mesi nel 1875 con Romualdo Pacheco alla guida dello Stato.